# Петунников, Алексей Николаевич
Алексе́й Никола́евич Пету́нников (1842—1919) — русский ботаник-систематик и флорист, исследователь флоры Московской губернии.

## Биография
Родился в 1842 году в купеческой семье.
Начальное образование получал в Петропавловской школе и во 2-й Московской гимназии, где познакомился с ботаником Н. Н. Кауфманом.
В 1860 году поступил на кафедру ботаники физико-математического факультета Московского университета, который окончил в 1864 году. В 1865 году Петунников и его друг, химик Григорий Вырубов, предприняли экскурсию по долине реки Воронеж. В 1865 году стал действительным, а в 1908 году – почетным членом Московского общества испытателей природы.
В 1866 году Вырубов и Петунников в Париже подготовили магистерские диссертации. Летом 1866 года они путешествовали по Италии, осенью вернулись в Москву. Диссертация Петунникова под названием «Метаморфоз клеточной стенки» была принята (стал магистром в 1867 году), а Вырубов, огорчённый задержкой с принятием диссертации, навсегда покинул Россию.
Последующие 10 лет Петунников преподавал в различных гимназиях, в Константиновском межевом институте и в Александровском военном училище. В 1870—1871 Петунников оставил преподавание и стал писать острокритические заметки в либеральной газете «Русская летопись». Он писал об опасности низведения занятий наукой до уровня дилетантов, а также о её бюрократизации. После закрытия «Русской летописи» Петунников продолжил писать статьи для журнала «Природа». С 1873 года он работал заведующим бульварами в Московской городской управе.
В 1882 году вместе с главой города С. М. Третьяковым покинул городскую управу, однако в 1886—1888 работал в водопроводной комиссии.
С 1900 по 1911 вновь работал в московской управе.
В 1890 году Алексей Николаевич выпустил первую часть задуманной монографии флоры Московский губернии, «Иллюстрированное руководство к определению растений», предназначенное для ботаников-любителей. С 1896 по 1901 в трёх частях вышел «Критический обзор Московской флоры». В 1898 году он выпустил получивший широкую известность «Свод ботанических терминов».
В 1914 году Петунников продал свой гербарий Ботаническому музею Академии наук, в настоящее время хранящийся в Ботаническом институте им. В. Л. Комарова.
Неоднократно посещал Францию, Германию, Австро-Венгрию, Швейцарию. Он был знаком с А. Энглером, П. Ашерсоном, П. Гребнером, К. Цаном, Т. Вольфом, И. Кнукером и А. Петером.
Алексей Николаевич Петунников скончался 20 декабря 1919 года.

## Некоторые научные публикации
- Критический обзор Московской флоры
- Свод ботанических терминов

## Память
Виды растений, названные в честь А. Н. Петунникова:
- Amygdalus petunnikowii Litv., 1902 [≡ Prunus petunnikowii (Litv.) Rehder, 1926]
- Astragalus petunnikowii Litv., 1910
- Calligonum petunnikowii Litv., 1922
- Carex petunnikowii Litv., 1910 [= Carex orbicularis Boott, 1845]